# Dhammapada

Dharmacakra La ruota del Dhamma, è costituito da otto raggi che rappresentano il Nobile ottuplice sentiero

Il Dhammapada (pāli, in sanscrito Dharmapada o anche Udānavarga), a volte tradotto come Cammino del Dharma, è un testo del Canone buddista conservato sia nel Canone pāli (nel Khuddaka Nikāya del Sutta Piṭaka), sia nel Canone cinese (dove prende il nome di Fǎjùjīng, 法句經, e si trova nella sezione del Běnyuánbù), sia nel Canone tibetano (dove prende il nome di Ched-du brjod-pa'i choms, si trova sia nel Kanjur che nel Tanjiur). Questa opera è formata da 423 versetti raccolti in 26 categorie. Secondo la tradizione, sono parole realmente pronunciate da Gautama Buddha in diverse occasioni.
Nonostante sia particolarmente venerato dalla scuola Theravāda, il Dhammapada viene letto anche da molti buddisti appartenenti a scuole Mahāyāna, ed è molto popolare in ogni ambito del buddismo.
Il Dhammapada è il testo più noto del Buddismo Theravada. L'opera è inclusa nella Khuddaka Nikaya ("Collezione minore") del Sutta Piṭaka, uno dei tre “canestri” del Tipitaka, il Canone pāli.
Dai tempi antichi fino ad oggi, il Dhammapada è stato considerato l'espressione più sintetica della dottrina del Buddha e una sorta di testamento del capo spirituale del buddismo. In Paesi come lo Sri Lanka, il Vietnam, la Birmania e la Thailandia, il Dhammapada viene usato come guida per risolvere gli innumerevoli problemi della vita quotidiana e come base dell'istruzione dei novizi nei monasteri.
L'autore dichiarato dei versi che compongono il Dhammapada è il saggio indiano chiamato Buddha, un titolo onorifico che significa "Illuminato" o "Risvegliato". "Dhammapada", in Pali, significa porzioni, aspetti, o sezioni del Dhamma. È così chiamato perché, nei suoi 26 capitoli, enuncia i molteplici aspetti dell'insegnamento del Buddha.

## Ordinamento dei capitoli
Il Dhammapada non ha un ordinamento sistematico, a differenza di altri testi che compongono il Tipitaka e rappresentano serie di discorsi accostati per lunghezza o per argomento. Si tratta quindi di una sequenza di versi ispirati o pedagogici, che illustrano i fondamenti del Dhamma, da utilizzare come base per l'edificazione personale.
Ogni capitolo raggruppa versi simili per caratteristiche strutturali “Le coppie” - “Le Migliaia” oppure perché afferenti a un tema specifico “Il Monaco” - “Lo Sciocco”. Ogni gruppo di versi, rappresenta lo sviluppo di una serie di variazioni sul tema. In generale, la logica che informa il raggruppamento dei diversi capitoli, non è evidente.

## Coerenza
Gli insegnamenti del Buddha, presenti nell'intero Canone Pali, sono considerati abbastanza coerenti. Al contrario, il Dhammapada presenta incoerenze apparenti che possono lasciare perplessi. Per esempio, in molti versetti il Buddha sembra elogiare alcune pratiche che portano a una nascita celeste, ma in altri scoraggia i discepoli ad aspirare a queste nascite, sostenendo che solo la liberazione finale, il Nibbana, rappresenta la vera liberazione dalla sofferenza. Spesso sottolinea l'importanza di agire secondo la morale corrente ma poi, altrove, loda colui che è andato al di là, sia del merito che del demerito. Senza una comprensione della struttura dell'insegnamento sottostante, tali dichiarazioni possono sembrare confuse e incoerenti.
In realtà, per comprendere il testo occorre conoscere le due chiavi di lettura usate da chi l'ha redatto. Esistono due realtà: quella convenzionale e quella assoluta. Ciò che è vero nella prima risulta spesso illusorio nella seconda. Inoltre, finché le persone non raggiungono lo stato di Illuminati (Arahant), le loro azioni devono essere coerenti con un corretto comportamento formale, socialmente accettabile. Il Buddha critica spesso gli eccessi dell'ascetismo, come l'estrema rinuncia al cibo, la nudità, la sporcizia, il coprirsi di cenere o escrementi –. “Né girare nudi, né i capelli arruffati, né la sporcizia o il digiuno, né dormire per terra, né imbrattarsi di cenere e fango, né stare seduti sui talloni [in penitenza], può purificare un mortale che non ha superato il dubbio”. Quindi l'insegnamento viene formulato in base al livello di comprensione dell'ascoltatore e dalla diversità dei bisogni che possono coesistere, anche in un singolo individuo.

## I quattro livelli di lettura
Per dare un senso preciso agli enunciati presenti nel Dhammapada, viene utilizzato uno schematismo di quattro livelli, con cui è possibile comprendere l'intenzione del divulgatore, presente dietro la lettera di ogni versetto e, quindi, la sua giusta collocazione, nella visione sistematica dell'insegnamento del Dhamma. Questo schematismo nasce da un'antica massima interpretativa, che sostiene che l'insegnamento del Buddha è stata progettata per rispondere a tre obiettivi principali: il benessere umano, qui e ora, una rinascita favorevole nella prossima vita, e il raggiungimento del fine ultimo: il Nibbana.

### Primo livello -Sociale

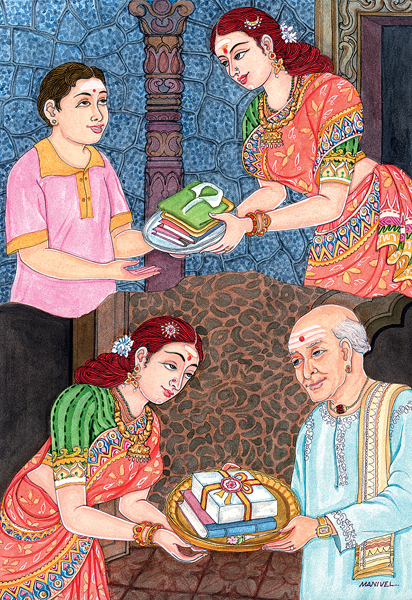
Illustrazione hindi di comportamenti socialmente utili

Il primo livello definisce la necessità di creare benessere e felicità nella sfera immediatamente visibile dei rapporti umani. L'obiettivo, a questo livello, è quello di suggerire agli uomini dell'epoca (agricoltori, allevatori, commercianti, proprietari terrieri, nobili e sacerdoti) un modo di vivere in pace con se stessi e con i propri simili. Si trovano massime che invitano ad adempiere ai doveri familiari e sociali, a frenare l'odio, il conflitto e la violenza che infettano i rapporti sociali. Le linee guida, appropriate per questo livello, sono in gran parte identiche ai principi etici fondamentali, proposti dalla maggior parte delle grandi religioni del mondo: la preoccupazione per la propria integrità fisica e mentale e per il benessere di coloro che subiscono le conseguenze delle nostre azioni. Il consiglio più generale che si trova nel Dhammapada è di evitare ogni male, di coltivare il bene e di purificare la mente.
Sia i monaci che i laici, sono tenuti a rispettare i cinque precetti, il codice morale fondamentale del buddismo, che insegna ad astenersi dal distruggere la vita, rubare, commettere adulterio, mentire e intossicarsi con droghe e alcool. Chi vìola queste regole di comportamento "svelle la sua propria radice in questo mondo". Il discepolo dovrebbe quindi trattare tutti gli esseri con gentilezza e compassione, vivere onestamente e con rettitudine, controllare i desideri sensuali, dire la verità e mantenere una condotta di vita sobria, diligente nell'adempiere ai propri doveri, nel servizio ai genitori, alla famiglia, ai monaci e ai bramani che dipendono dai laici per il loro mantenimento.
Un gran numero di versi relativi a questo primo livello si occupa della risoluzione dei conflitti e dell'ostilità. I litigi sono da evitare con la pazienza e il perdono: rispondere all'odio con l'odio rafforza solo il ciclo della vendetta e della rappresaglia. La vera conquista è rispondere all'odio con la tolleranza e l'amore. Piuttosto che dire una parola aspra, meglio tacere. Non si deve cedere alla rabbia, ma controllarsi, come un auriga controlla i cavalli lanciati a grande velocità. Invece che notare le colpe degli altri, il discepolo viene ammonito affinché esamini e faccia ammenda delle proprie, come un argentiere purifica l'argento prima di lavorarlo. Anche se ha commesso il male in passato, non deve lasciarsi prendere da sconforto e disperazione: chi abbandona il male per il bene, illumina questo mondo, come la luna, liberatasi dalle nuvole.
Le qualità che contraddistinguono l'uomo santo, sono la generosità, la sincerità, la pazienza e la compassione. Sviluppando dentro di sé queste qualità, l'uomo vive in armonia con la propria coscienza e in pace con i suoi simili. Il profumo della virtù, il Buddha dichiara, è più dolce di tutti gli altri profumi. L'uomo buono, come le montagne dell'Himalaya, brilla da lontano e, ovunque vada, è amato e rispettato.

### Secondo livello - il kamma
Nel secondo livello di insegnamento, il Dhammapada dimostra che la morale non esaurisce il proprio compito, dando semplicemente un contributo alla felicità umana, qui e ora, ma esercita un'influenza di gran lunga più importante, nel destino personale del discepolo. Questo livello inizia con il riconoscimento del fatto che, l'esistenza, vista alla luce del pensiero riflessivo, esige una spiegazione più profonda di quella che può dare la semplice esortazione etica alla bontà e all'altruismo.
Da un lato il nostro innato senso di giustizia morale richiede che il bene sia ricompensato con la felicità e il male con la sofferenza, dall'altra la nostra esperienza ci mostra che spesso, persone virtuose sono perseguitate da gravi difficoltà e sventure, mentre criminali e malvagi impenitenti vivono beati, ricchi e senza paura. L'intuizione morale ci dice che, se l'ordine visibile non produce effetti evidenti, dipendenti dalle diverse cause, ci deve essere un'altra sede in cui rivendicare la nostra necessità di giustizia. Nel buddismo questa legge impersonale, che regna su tutti gli “esseri senzienti” è la legge del “kamma” (sanscrito: karma). Ogni azione porta un frutto, buono, cattivo o neutro, immediato o dilazionato nel tempo, in una sequenza illimitata di esistenze. Il kamma ha una base etica che assicura che l'azione moralmente determinata non scompare nel nulla ma, alla fine, incontra la sua giusta retribuzione: il bene con la felicità, il male con la sofferenza.
Nella concezione popolare il kamma viene a volte identificato con il destino, ma questo è un totale fraintendimento, del tutto inapplicabile alla dottrina buddista. Kamma significa azione volitiva, l'azione che scaturisce dall'intenzione, che può manifestarsi come atto del corpo, della parola o del pensiero. Il campo in cui i semi del kamma vengono portati a maturazione, è l'interminabile processo delle rinascite, chiamato samsara. Nell'insegnamento del Buddha, la vita non è vista come un evento isolato ma come parte di una serie individualizzata di vite, che non hanno un inizio conoscibile nel tempo e continuano finché il desiderio di esistenza si spegne nel Nibbana. Le rinascite possono portare gli esseri nei diversi regni, inferiori e superiori a quello umano.
Quindi il secondo livello di insegnamento presente nel Dhammapada è il corollario pratico della legge del kamma. Vi si trovano le regole che indicano agli esseri umani, che naturalmente desiderano la felicità e la libertà dal dolore, i mezzi più efficaci per raggiungere i loro obiettivi. Il contenuto di questo stesso insegnamento non è diverso da quello presentato al primo livello: è la stessa serie di ingiunzioni etiche volte ad evitare il male e a praticare il bene. La differenza sta nella prospettiva: non più solo sociale, i principi della morale sono mostrati qui nelle loro più ampie connessioni cosmiche, in quanto legati a una legge invisibile ma onnicomprensiva, che tiene assieme le vite degli esseri senzienti e domina sui cicli di nascita e morte. Chi vìola questa legge, agendo nella stretta dell'odio, dell'ignoranza e dell'egoismo, subisce un deterioramento del proprio stato di essere umano, che lo porta inevitabilmente nei mondi della sofferenza. Il tema è già annunciata dalla coppia di versi che apre il Dhammapada, e riappare in formulazioni diverse in tutto il testo.

### Terzo livello - il Sentiero
Il consiglio etico basato sul desiderio di rinascite superiori e la felicità nella vita futura non è l'insegnamento ultimo del Buddha, e quindi non è in grado di fornire il programma di formazione decisiva, definito dal Dhammapada. Nell'ambito in cui viene applicato è perfettamente valido, come insegnamento preparatorio o provvisorio per coloro le cui facoltà spirituali non sono ancora mature. Una più profonda ricerca, tuttavia, rivela che tutti gli stati di esistenza nel saṃsāra, anche le più alte dimore celesti, sono privi di valore reale, perché sono tutti intrinsecamente impermanenti, senza alcuna sostanza duratura (anicca), e quindi, per coloro che vi si aggrappano, potenziali basi per ulteriore sofferenza.
Il discepolo che ha maturato una comprensione profonda del dhamma, sufficientemente preparato da precedenti esperienze, avendo compreso l'inadeguatezza intrinseca di tutte le cose condizionate, focalizza la propria aspirazione verso la liberazione finale dal ciclo delle nascite. Questo è l'obiettivo a cui puntano gli insegnamenti del Buddha: il Nibbana, l'Immortale, lo stato incondizionato, dove non ci sono più nascite e quindi cessano la vecchiaia, la sofferenza e la morte.
Il terzo livello di insegnamento presente nel Dhammapada espone quindi il quadro teorico e la disciplina pratica, che consentono di giungere alla liberazione finale. Il quadro teorico è sintetizzato nell'insegnamento delle Quattro Nobili Verità, che il Buddha aveva proclamato già nel suo primo discorso. Le quattro verità sono imperniate sul concetto di sofferenza (dukkha), intesa non come mera esperienza del dolore, ma come insoddisfazione pervasiva, generata da ciò che è condizionato. La causa della sofferenza è il desiderio (Taṇhā), il desiderio di piacere e di esistenza, che ci conduce attraverso l'interminabile ciclo delle nascite, portando con sé il dolore, l'ansia e la disperazione. La terza verità ci dice che, abbandonando il desiderio, possiamo giungere alla cessazione del dolore. La quarta nobile verità rappresenta il sentiero che porta alla cessazione della sofferenza: il Nobile Ottuplice Sentiero: retta comprensione, retto pensiero, retta parola, retta azione, retti mezzi di sussistenza, retto sforzo, retta consapevolezza e retta concentrazione.

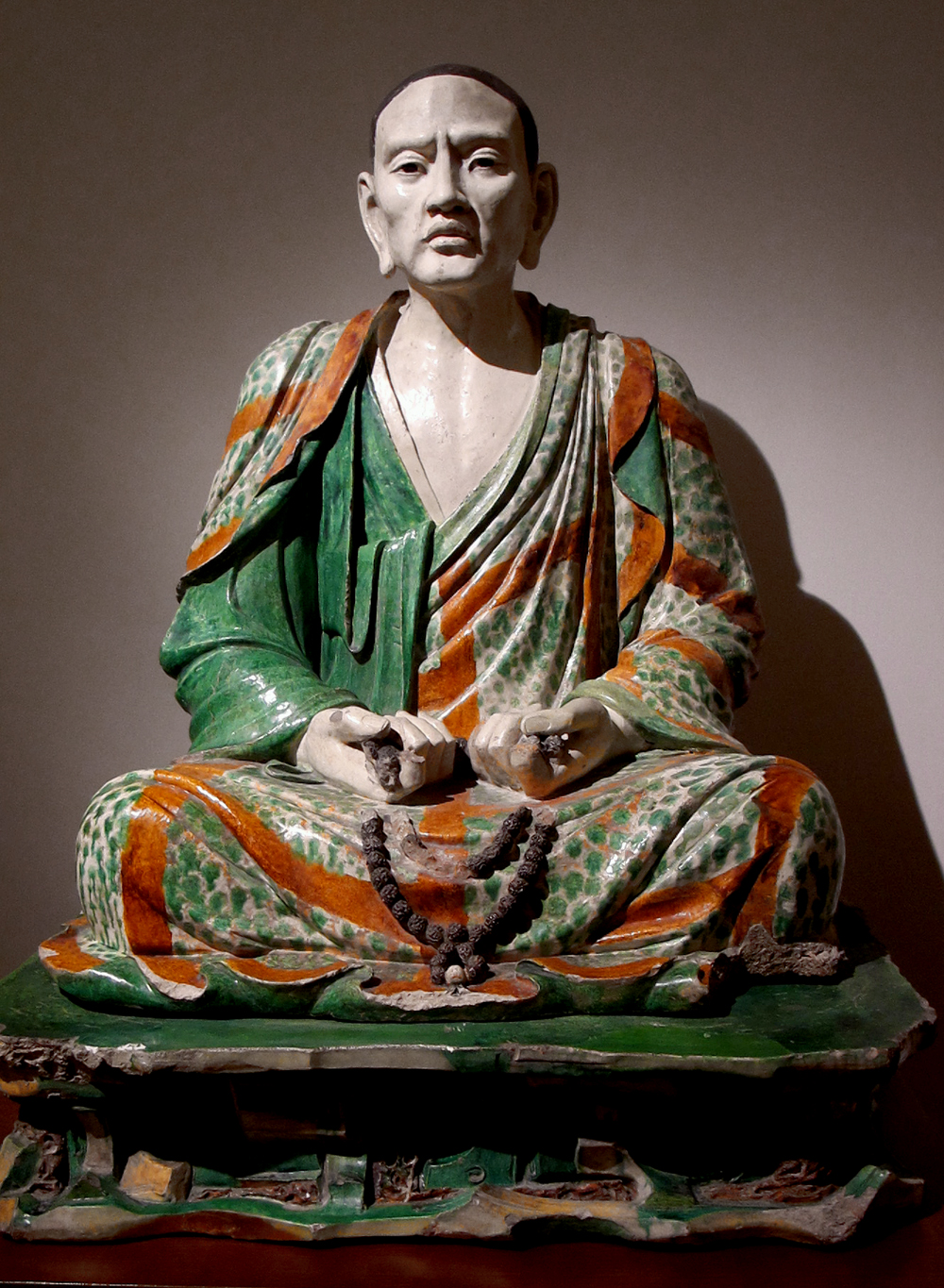
Statua dellarhat Tamrabhadra, di provenienza incerta, Cina nord-orientale, epoca Liao-Jin (X-XIII secolo).

A questo terzo livello si trova il fermo invito ad andare oltre la morale corrente, per accedere alla pratica del sentiero che porta alla cessazione definitiva di tutti i kamma, sia buoni che malvagi: alla pacificazione, alla liberazione dal ciclo delle nascite. In pratica, gli otto fattori del sentiero sono disposti in tre gruppi principali che rivelano più chiaramente lo sviluppo della formazione: disciplina morale (retta parola, retta azione e retto sostentamento), concentrazione (retto sforzo, retta consapevolezza e retta concentrazione), saggezza (retta comprensione e retto pensiero). Con la moralità vengono eliminate le contaminazioni mentali più grossolane. Con la concentrazione la mente diviene calma, pura e unificata, purgata dalle distrazioni. Con la saggezza l'attenzione viene focalizzata sui fattori che costituiscono la realtà “così com'è”. Questa saggezza, gradualmente maturata, culmina nella comprensione che porta alla totale purificazione e alla liberazione della mente.
In linea di principio, la pratica del percorso è attuabile da tutti, in qualsiasi condizione di vita. Il Buddha ha insegnato a laici e monaci, e molti dei suoi seguaci laici hanno raggiunto stadi elevati di realizzazione. Tuttavia, l'applicazione necessaria per lo sviluppo del percorso è più intensa, per coloro che hanno abbandonato tutte le altre preoccupazioni, al fine di dedicarsi anima e corpo alla formazione spirituale, a vivere la "vita santa" (Brahmacharya). Per questo il Buddha ha istituito il Sangha, l'ordine di monaci e monache, che dedicano la propria vita alla pratica del Nobile Sentiero, che, nell'intero Dhammapada, viene richiamata ovunque.
La vita monastica è un atto di rinuncia radicale. Implica la rottura dei legami familiari e sociali, l'abbandono di case, figli, mogli e piaceri mondani. Il monaco, ritirato in luoghi silenziosi e appartati, cerca la compagnia di maestri saggi, e accetta le regole della formazione monastica, dedicando le proprie energie a una vita di meditazione. Si accontenta del minimo necessario per la sopravvivenza, è moderato nel cibo, contenuto nei sensi, energico nella pratica, immerso costantemente nella consapevolezza. La vita della contemplazione meditativa, raggiunge il suo culmine nello sviluppo della visione profonda (vipassana), e il Dhammapada enuncia i principi su cui si fonda questa saggezza: che tutte le cose condizionate sono impermanenti (anicca), insoddisfacenti (dukkha), che non c'è un sé o un io permanente (anatta). Quando queste verità sono comprese, attraverso l'esperienza diretta, il desiderio, l'ignoranza e le relative catene mentali, sono distrutte, e il discepolo sale attraverso fasi successive di realizzazione, fino alla piena realizzazione del Nibbana.

### Quarto livello - l'Arahant
Il quarto livello di lettura del Dhammapada non fornisce altri insegnamenti, ma è un'acclamazione di coloro che hanno raggiunto la meta. Nel canone Pali le fasi di realizzazione definitiva, lungo la strada che porta al Nibbana sono quattro: "Entrata nella corrente" (Sotāpanna), il discepolo entra irreversibilmente sulla via della liberazione, che raggiungerà in sette vite al massimo. Già questo risultato, si dice nel Dhammapada, è superiore alla signoria su tutti i mondi. Le due fasi successive sono (Sakadagami) che tornerà solo una volta in un corpo, prima di liberarsi definitivamente, e (Anāgāmin), che otterrà la rinascita in un piano celeste, destinato a guadagnarsi lì la liberazione finale. La quarta e ultima fase è quella dell'arahant, il Compiuto, il saggio pienamente realizzato, che ha completato lo sviluppo del sentiero, sradicato tutte le contaminazioni e si è liberato dalla schiavitù del ciclo delle nascite. Questa è la figura ideale del buddismo, è l'eroe supremo del Dhammapada. Esaltato nel capitolo 7 nel capitolo 26 sotto il nome di arahant, Brāhmaṇa, "uomo santo", egli costituisce la dimostrazione vivente della verità del Dhamma: che è possibile liberarsi dalle macchie dell'avidità, dell'odio e dell'ignoranza, superando la sofferenza, per ottenere il Nibbana in questa vita.
Chi incarna nel modo più perfetto l'ideale dell'arahant è il Buddha, il Maestro Supremo che non dipende da niente, che ha sviluppato da sé la propria saggezza. Non un dio ma un uomo, il Buddha rimane sempre essenzialmente umano, ma la sua perfetta illuminazione lo eleva ad un livello di gran lunga superiore a quello della comune umanità. Tutti i concetti a noi familiari e le comuni forme di conoscenza, non riescono a circoscrivere la sua natura: è senza strade, senza limiti di campo, libero da ogni mondanità, il conquistatore di tutto, il conoscitore di tutto, non contaminato dal mondo.

## Struttura dell'opera
Il Dhammapada è così strutturato:
1. Yamaka-vagga, le strofe a coppia (versi da 1 a 20);(vedi estratto di seguito)
2. Appamāda-vagga, la consapevolezza (versi da 21 a 32); (vedi estratto di seguito)
3. Citta-vagga, la mente (versi da 33 a 43);
4. Puppha-vagga, i fiori (versi da 44 a 59); (vedi estratto di seguito)
5. Bāla-vagga, lo stolto (versi da 60 a 75); (vedi estratto di seguito)
6. Paṇḍita-vagga, il saggio (versi da 76 a 89);
7. Arahanta-vagga, gli svegliati (versi da 90 a 99);
8. Sahassa-vagga, le migliaia (versi da 100 a 115);
9. Pāpa-vagga, il male (versi da 116 a 128);
10. Daṇḍa-vagga, il bastone (versi da 129 a 145);
11. Jarā-vagga, la vecchiaia (versi da 146 a 156);
12. Atta-vagga, se stesso (versi da 157 a 166);
13. Loka-vagga, il mondo (versi da 167 a 178);
14. Buddha-vagga, il Buddha (versi da 179 a 196);
15. Sukha-vagga, la felicità (versi da 197 a 208);
16. Piya-vagga, il piacere (versi da 209 a 220);
17. Kodha-vagga, l'ira (versi da 221 a 234);
18. Mala-vagga, le impurità (versi da 235 a 255);
19. Dhammaṭṭha-vagga, l'uomo retto (versi da 256 a 272);
20. Magga-vagga, la via (versi da 273 a 289);
21. Pakiṇṇaka-vagga, versi varî (versi da 290 a 305);
22. Niraya-vagga, l'inferno (versi da 306 a 319);
23. Nāga-vagga, l'elefante (versi da 320 a 333);
24. Taṇhā-vagga, la sete (versi da 334 a 359);2
25. Bhikkhu-vagga, il monaco (versi da 360 a 382);
26. Brāhmaṇa-vagga, il brāhmaṇa (versi da 383 a 423).